# LORA (ОТРК)
LORA (англ. LOng-Range Artillery Missile) — оперативно-тактичний ракетний комплекс з одноступеневою твердопаливною балістичною ракетою. Розроблений ізраїльською компанією Israel Aerospace Industries (IAI). LORA може використовуватись як в наземному, так і в морському варіантах базування для ураження елементів інфраструктури (вузлів зв'язку, електростанцій тощо) та батарей протиповітряної оборони в глибокому тилу ворога.
Ракета розміщується в герметичному транспортно-пусковому контейнері (ТПК) і може зберігатись в польових умовах до семи років. Комплекс транспортується в пакеті з чотирьох ТПК.
Після успішних випробувань у Середземному морі в березні 2004 року IAI, окрім військових сил Ізраїлю, пропонувала ці системи також для Індії та Туреччини, але інтересу до придбання ніхто не виявляв. В 2018 році систему LORA закуповував Азербайджан.

## Розробка
Розробка комплексу LORA почалася у 2002 році. Ракета має дальність 400 кілометрів і кругове ймовірне відхилення  у 10 метрів при використанні комбінації GPS і телевізійного наведення на кінцевому етапі. Ракета може запускатися з корабля зсередини стандартного інтермодального контейнера.
11 червня 2018 року Азербайджан розкрив інформацію про придбання системи LORA в Ізраїлю (дата угоди невідома) після візиту президента Ільхама Алієва до ракетного підрозділу Сухопутних військ Азербайджану, який має на озброєнні як LORA, так і «Полонез».
Під час виставки Aero India у червні 2023 року індійська компанія Bharat Electronics підписала меморандум про взаєморозуміння з IAI для виробництва LORA в Індії за ліцензією.
Варіант для повітряного запуску під назвою Air LORA був представлений у червні 2024 року.

## Бойове застосування
В грудні 2017 року сирійські та російські ЗМІ повідомили, що в Сирії ЗРПК «Панцирь-С1» збив ракету LORA, яку було запущено Ізраїлем по сирійській військовій базі в Аль-Кісві. Ізраїльські ЗМІ та Міністерство оборони Ізраїлю ніяк не коментували ці заяви.
Ракету LORA використовував Азербайджан на території Нагірного Карабаху в 2020 році. LORA застосовувалася для ураження важливого мосту в Лачинському коридорі, що з'єднує Вірменію з Нагірним Карабахом. Спочатку вважалося, що міст було знищено, але пізніше з’явилися докази, що пошкодження були обмеженими.

## Тактико-технічні характеристики
- Маса: 1,7 тонн
- Довжина: 5 м

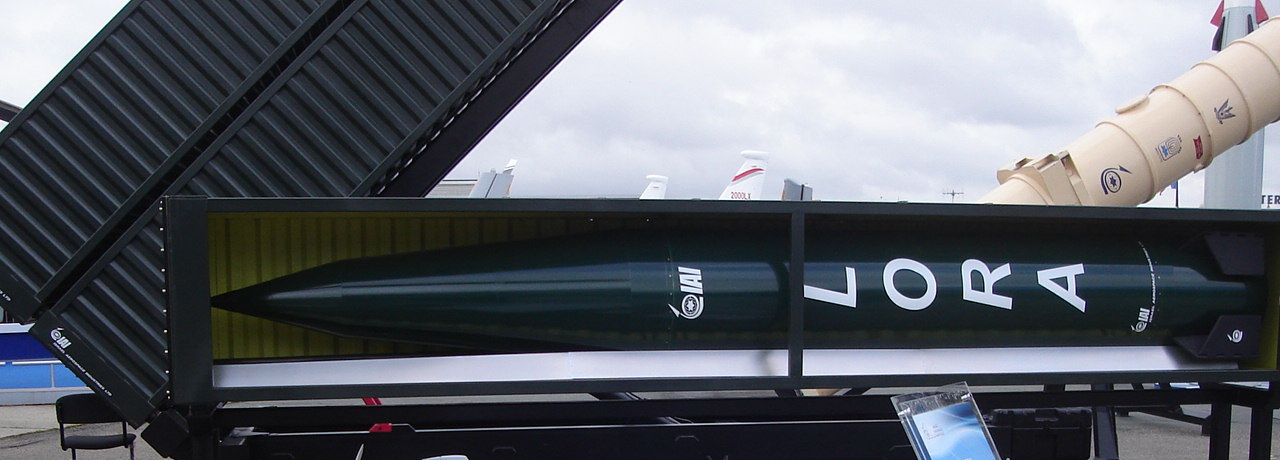
LORA в контейнері на паризькому авіасалоні, 2007 рік

- Маса бойової частини:  400 кг (осколково-фугасна), 600 кг (проникаюча)
- Діаметр: 610 мм
- Дальність: 430 км
- Висота траєкторії: 45 км
- Система керування: інерціальна навігаційна система з GPS
- Точність (кругове імовірне відхилення): 10 м

## Оператори
- Азербайджан  — невідома кількість, придбані в 2018 році[4]

## Схожі комплекси
- Грім (ОТРК)
- MGM-140 ATACMS
- Іскандер (ОТРК)
- Точка (ОТРК)